# Aérodrome de Makoua
L’aéroport de Makoua (Code AITA : MKJ) est l'aéroport principal de la ville de Makoua, dans la  région de la Cuvette, en république du Congo. Des liaisons sont assurées de façon très irrégulière vers Brazzaville. 